# George Burroughs
George Burroughs (1652, Suffolk, Inglaterra-19 de agosto de 1692, Salem (hoy Danvers, Massachusetts))
 fue el único ministro eclesiástico ahorcado durante los juicios de Salem. Es el único reverendo en la historia de EE. UU. en ser ejecutado.[cita requerida]

## Antecedentes
Nació hacia 1652 en Suffolk, Inglaterra y se trasladó muy joven a Nueva Inglaterra, donde lo crio su madre en la ciudad de Roxbury. En 1670 se graduó en la Universidad de Harvard con honores. Después de un ataque indio abandonó Falmouth (Maine) para convertirse en ministro de la iglesia de Salem en 1680. Tras una disputa con un préstamo pedido a la familia Putnam y con la comunidad por su paga, se marchó en 1683. Residió en Falmouth hasta que un ataque de los wabanaki en 1689 la destruyó, instalándose entonces en Wells (Maine), que consideró más a resguardo de los ataques indios.
Fue descrito como "un hombre de acción, así como un predicador, extraordinariamente atlético e inteligente (...), de tez oscura, era muy atractivo para las mujeres, como lo demuestra haber ganado la mano de una viuda rica como su segunda esposa cuando era un simple ministro de iglesia".

## Arresto y acusaciones
Burroughs fue acusado el 30 de abril de 1692 y, una vez arrestado, trasladado a Salem, acusado por sus antiguos enemigos personales, los Putnam. En su juicio, en mayo, sus principales acusadoras fueron Ann Putnam, Jr. y Mercy Lewis, sirvienta en casa de los Putnam que antes había servido en la de Burroughs en Falmouth. Fue declarado culpable con base en evidencias tales como su gran fuerza física (que podría ser de origen diabólico) o los rumores de que había escapado ileso de los ataques indios gracias a la protección del Diablo.
El ser dos veces viudo también fue usado en su contra. Los Putnam testificaron que había sido cruel con sus esposas, una de las cuales era pariente del juez John Hathorne, y Ann Putnam Jr. aseguró que ellas se le aparecieron para decirle que él las había matado y era un servidor del Diablo. Diversos testimonios de las acusadoras llevaron al tribunal a considerar que Burroughs era el líder del "anillo de brujas" que afligía Salem. Algunos especialistas, como los historiadores Boyer y Nissebaum, creen que el reverendo fue empleado como chivo expiatorio, al proclamarlo cabecilla de la conspiración, el origen de la brujería recaía en él mismo y no en la comunidad de Salem.

## Ejecución
Mientras esperaba su turno ante la multitud, recitó el Padrenuestro, algo que el tribunal Oyer and terminer consideraba imposible para un brujo. Lo relata Robert Calef en Más Maravillas del mundo invisible, publicado en 1700:
"El Sr. Burroughs fue llevado en la carreta con los otros, por las calles de Salem, a la ejecución. Cuando estaba en la escalera, hizo un discurso para despejar su inocencia, con expresiones tan solemnes y serias que levantó la admiración de los presentes; su oración (que concluyó repitiendo el Padrenuestro) estaba tan bien redactada y pronunciada con tanta compasión y fervor de espíritu, que era muy efectiva, y sacaba lágrimas de muchos, de modo que algunos de los espectadores dificultaban la ejecución. Los acusadores dijeron que el Hombre Negro (el Diablo) estaba de pie y le dictaba (...)".
Su ejecución fue la única a la que asistió Cotton Mather. Desde su caballo, calmó a los asistentes recordándoles que también el Diablo había sido un Ángel de Luz.